# Azamat Tuskajew
Azamat Arturwicz Tuskajew (ros. Азамат Артурович Тускаев; ur. 21 stycznia 1994) – rosyjski, a od 2024 roku serbski zapaśnik startujący w stylu wolnym. Ósmy na mistrzostwach świata w 2024. Mistrz Europy w 2020 i drugi w 2025. Drugi w Pucharze Świata w 2016 i jedenasty w 2013. 
Złoty medalista wojskowych MŚ w 2021; trzeci w 2016, 2018 i 2023. Mistrz świata juniorów w 2014. Wicemistrz Europy U-23 w 2017. Drugi w mistrzostwach Rosji w 2020 i trzeci w 2013, 2015 i 2021 roku.